# Remyus gracillimus
Remyus gracillimus is een hooiwagen uit de familie Zalmoxioidae.